# Muralla de Almazán
La muralla de Almazán es un monumento civil muy emblemático situado en la localidad soriana de Almazán, España.

## Historia
Esta muralla se mandó construir porque Almazán tenía una situación estratégica entre los reinos de Castilla, Aragón y Navarra, al estar situada muy cerca de las fronteras de estos reinos.
Contaba con 7 puertas: Puerta de Herreros, Postigo de Santa María (muy cerca de la iglesia homónima),Puerta de la Villa,Postigo de San Miguel (recientemente reutilizado como mirador),Postigo de San Vicente (desaparecido), Puerta de Berlanga (desaparecida) y Puerta del Mercado.
También cuenta la muralla con un torre de defensa llamado "Rollo de las Monjas" al estar al lado del convento homónimo, y con un antiguo castillo del que no quedan restos.

## Actualidad
Actualmente se están llevando a cabo proyectos de recuperación de lo que queda de la muralla (al ser derribada después de la Guerra de Independencia). También se están construyendo pasarelas, reconstruyendo la muralla y poniendo en valor todos los restos.